# 松田麻里
松田 麻里（まつだ まり）は、日本の英語言語教育学者・作家。元アナウンサー・ニュースキャスター・ジャーナリスト・通訳・翻訳家。本名は、松田 奈利子（まつだ なりこ）。ペンネームは「マリー・マツダ」・「松田麻里」。

## 来歴
18歳まで父親の転勤にともないアメリカ合衆国ミシガン州サウスフィールドに在住し、Levey Jr. High School、Southfield High Schoolを卒業した。中学・高校在籍中、毎年GPA4.0、Outstanding Student賞、最優秀学生賞を受賞した。飛び級により高校2年でエール大学、ハーバード大学、スタンフォード大学に合格したが、親の勧めに従い自宅から通学できるミシガン大学 (University of Michigan) リベラルアーツ学部に夏コースから入学した。その半年後父親が心筋梗塞で倒れ、急きょ同大学を中途退学の上で家族と共に3月10日に帰国し、12日に地元南山大学外国語学部英米学科の入学試験を受け、4月に入学した（当時、国外の高卒生は日本の大学受験資格がなく、同大学のみが特別に帰国子女の受験を許可、初の帰国子女入学となった）。在学中、学内外の功績を評価され最優秀学生賞や最も優秀な学生のみに与えられるヒルシュマイヤー学長賞を受賞する。卒業後はニュースキャスターとして活動する傍ら、東京大学大学院先端科学技術研究所博士後期課程協力研究員を3年間務め、ニューヨークのコロンビア大学大学院で国際教育開発学、英語教授法の修士号を取得した。全日本英語弁論大会で多数優勝し、鳩山一郎外務大臣賞や文化功績者賞、大学学長表彰などを受賞した。大学在学中の4年間は市長や東海テレビの専属通訳を務める他、愛知県豊田市とデトロイトの姉妹提携に貢献し、最年少で名誉市民賞を受賞した。
厳格な父親の強固な上京・単身生活への反対にあい、大学卒業後も自宅から通勤できる地元中京テレビ報道部にアナウンサーとして入社した。夕方のニュース番組「中京TODAY」のニュースキャスターを4年間務めた。入社3年目から国内初の女性キャスターとなり、キャスター人気投票で毎回ナンバー１となった。（女性キャスターが単独でニュース番組に出演するのは松田が日本初）
中京テレビを退社後すぐに日本テレビ夕方のニュース番組「NNNニュースプラス1」のニュースキャスターに抜擢され、徳光和夫とともにキャスターを務める他、NHK BS1「世界の人気テレビ」等の司会、文化放送「小倉智昭の時計の針はいま何時」（小倉智昭と共演）やCBCラジオ「奈利子ジャーナル・土曜の夜は私が主役」等のラジオ・パーソナリティーなど、多数の番組司会やニュースキャスター、ナレーター、パーソナリティ等を務め人気を博す。
その後CNNニュースキャスターとなり、CNNモーニング、CNNヘッドラインニュース、CNN English Shower等のニュースキャスターやテレビ朝日のクイズ番組「クイズおもしろ料理館」（荻島真一と司会）、社会情報番組の司会、TBSラジオのGAEA STATION等ラジオパーソナリティーを4年間務めた。英語、フランス語、日本語を話し「バイリン・ギャル」、「トライリンガル・ギャル」と新聞、雑誌、テレビ、ラジオ等で取り上げられ注目を集めた。アメリカ・アトランタにあるCNN本社の番組にも出演した。
東海銀行（現在の三菱UFJ銀行）やジョンソン・エンド・ジョンソンの イメージキャラクター、CM出演のオファーがあったが辞退している。日曜ゴールデンタイムのテレビ東京連続ドラマの準主役に抜擢されたが、薄着姿になるシーン出演があることで他の役に変更してもらいドラマ終了までの1クール（3か月）のみレギュラー出演しているが、それ以降のドラマ出演は辞退している。
その後NHKと専属キャスター契約し、NHK地上波のニュース番組とBS1の国際情報番組に数多く出演した。同時に、ラジオではJ-WAVE、エフエム東京、ZIP FM（ZIP URBAN FREEWAYやSUNDAY SKY ISLAND (7時間生放送））等のパーソナリティーを奈利子・Jennyのパーソナリティー名で7年間務めた。
1993年からNHKキャスターと大学教授を兼務した。その後はテレビ朝日、日本テレビ、TBS（「サンデーモーニング」）のコメンテーターとして社会情報番組に出演した。講演、セミナー、企業幹部研修も多数行っている。（現在に至る）
ピアノ、フルート、ギター、ドラムを演奏する音楽好きである。R&B、ポップス、ロック、ヒップホップ、ボサノバ、ラテンミュージック、クラシックなどのリズミカルな楽曲を自作自演し、音楽に合わせて楽しく英会話をマスターできる独自の英語学習法「マリー・メソッド」を開発した。短時間で発音がよくなりスマートな英会話が身に着く著作CD本はすべて1万部以上を売り上げた。
Inter FMでマリー・メソッドの自作自演音楽にのせて日常会話をマスターできる英語レッスン番組「Mary's Morning English」は、企画、構成、出演をこなし、聴取率1位を獲得した。
NHK教育テレビで、ニューヨーク大学、コロンビア大学、ハーバード大学の授業を紹介し、テキスト執筆やCD出演もしている。
現在はFelicity教育開発研究所代表を務める傍ら、洋楽、映画、番組等の通訳や翻訳、立教大学全学部共通カリキュラムのオーナーズ・コース（Honors Course)とアドバンス・コース（Advanced Course)で英語上級者クラスのCareer Seminar、TOEFL 3 Comprehensive、TOEFL 2 ListeningTOEIC 3、Presentation、Writingなどの授業で英語による教鞭を執っている。

## 出演番組
テレビ
報道・情報番組
| 期間               | 期間               | 番組名                                    | 役職                                 |
| ------------------ | ------------------ | ----------------------------------------- | ------------------------------------ |
| 中京テレビ在籍時代 | 中京テレビ在籍時代 | 中京TODAY                                 | キャスター                           |
| 1988年10月3日      | 1989年3月31日      | NNNニュースプラス1【平日】（日本テレビ）  | スポーツキャスター                   |
| 1989年10月         | 1990年3月          | CNNモーニングEnglish Shower（テレビ朝日） | メインキャスター                     |
| 1989年10月         | 1990年3月          | CNNヘッドライン（テレビ朝日）             | キャスター                           |
| 1992年4月          | 1993年3月          | ニュースダイジェスト（NHK）               | キャスター                           |
| 1992年4月          | 1993年3月          | NHKモーニングワイド（NHK）                | 東海ローカルでの中継キャスター       |
| 1992年4月          | 1993年3月          | イブニングネットワーク（NHK）             | 『列島リレー』東海ローカルキャスター |
| 1992年4月          | 1993年3月          | ニュースウェーブNHK東海（NHK）            | 隔週交代でのメインキャスター         |
| 1992年4月          | 1993年3月          | ニュース845（NHK）                        | シフト勤務キャスター                 |
| 1993年4月          | 2007年9月          | ザ・ワイド（日本テレビ）                  | コメンテーター                       |
| 1993年4月          | 時期不明           | サンデーモーニング」（TBS）               | コメンテーター                       |
| 1995年4月          | 1996年3月          | パワーワイド（テレビ朝日）                | コメンテーター                       |

その他
- 「クイズおもしろ料理館」（テレビ朝日）：メイン司会
- 「世界の人気テレビ」（NHK）：メインキャスター
- 「経済マガジン」（NHK）
- 「暮らしの経済」（NHK）
- 「東欧ロシア94·95」（NHK BS1）：メインキャスター
- 「Today’s Japan」（NHK BS1）
- 「Japan Business Today」（NHK BS1）
- 「地震・その時、電話は・・・」（中京テレビ）防災特番、キャスター

ラジオ
- 「Mary’s Morning English」（Inter FM）：メインパーソナリティー
- 「TOYOTA GLOBE MUSIC NETWORK GAEA STATION」（TBSラジオ）：メインパーソナリティー
- 「小倉智昭の時計の針はいま何時」（文化放送）：メインパーソナリティー
- 「奈利子ジャーナル　土曜の夜は私が主役」（CBCラジオ）：メインパーソナリティー
- 「ZIP Urban Freeway」（ZIP FM）：メインパーソナリティー
- 「Sunday Sky Island」（ZIP FM）：メインパーソナリティー

## 著書＆CD
（CD楽曲の作詞＆作曲、録音、編集、制作、執筆まですべて自身で手掛けている）
- モーツァルト英会話（朝日新聞社）
- NY RAP〜英語が勝手に出てくる（ジャパンタイムズ)
- マリー・マツダのヒップホップ・チャンツ（研究社）
- エイゴリズム（アルク）
- 右脳で学ぶ英会話（Felicity Press)
- テレビで留学！ニューヨーク大学英語講座　月刊テキスト＆CD （NHK出版） NHK教育テレビ放映
- アクティブ・イングリッシュ「歌って覚える英会話」（アルク）
- ほか